# WTA-seizoen 2002

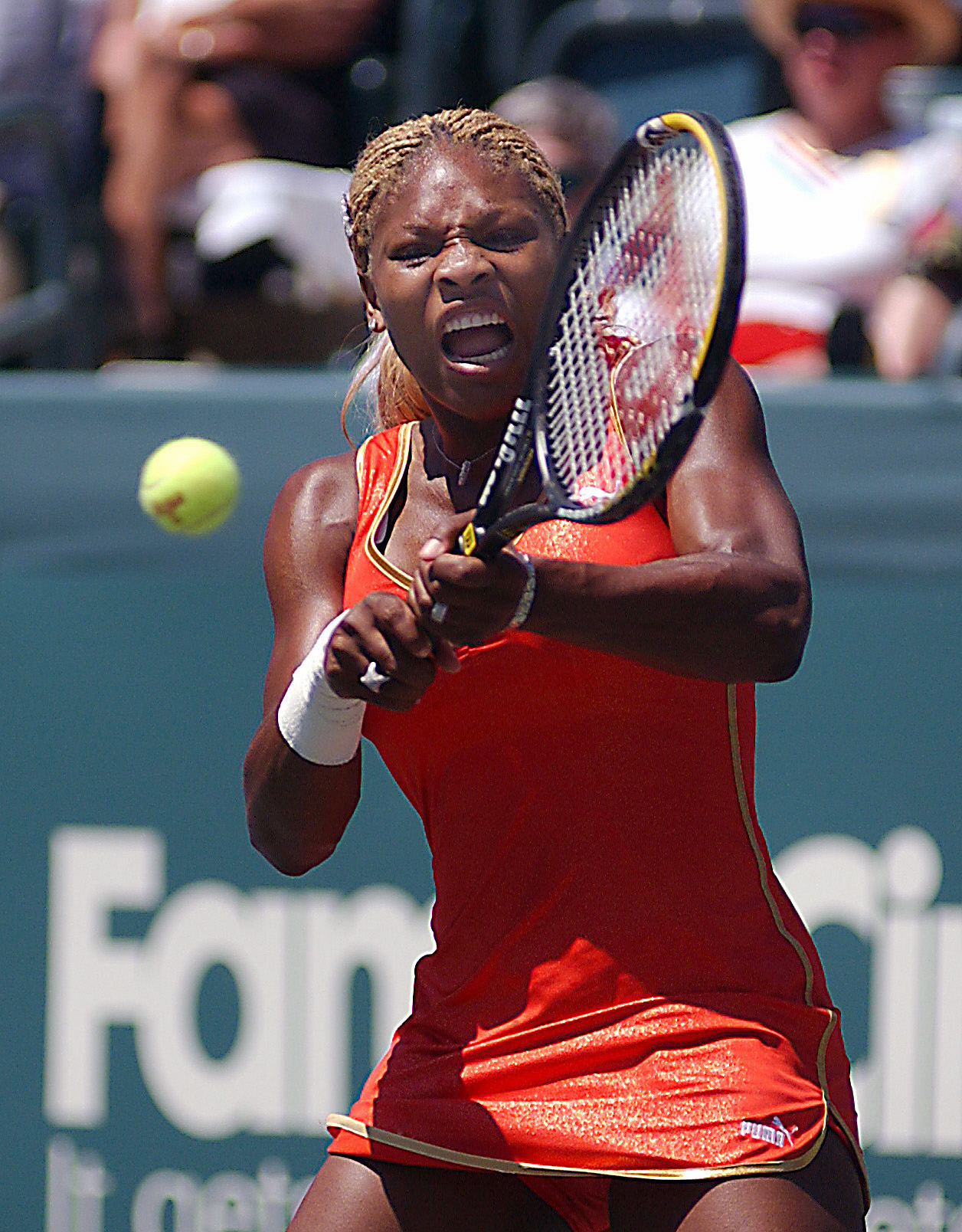
Winnares van de meeste enkelspeltitels: Serena Williams

De WTA organiseerde in het seizoen 2002 onderstaande tennistoernooien.

## Winnaressen enkelspel met meer dan twee titels
| speelster       | aantal titels |
| --------------- | ------------- |
| Serena Williams | 8             |
| Venus Williams  | 7             |
| Kim Clijsters   | 4             |
| Anna Smashnova  | 4             |

## WTA-toernooikalender 2002
| Startdatum hoofdtoernooi | officiële naam van het toernooi | Land, stad                          | Cat.     | ($)       | Ondergrond        | Winnares enkelspel     |         |
| ------------------------ | ------------------------------- | ----------------------------------- | -------- | --------- | ----------------- | ---------------------- | ------- |
| 2001-12-30               | Thalgo Hardcourt Champ's        | Australië, Gold Coast               | Tier III | 170.000   | hardcourt, buiten | Venus Williams         | details |
| 2001-12-31               | ASB Bank Classic                | Nieuw-Zeeland, Auckland             | Tier IV  | 140.000   | hardcourt, buiten | Anna Smashnova         | details |
| 2002-01-06               | Adidas International            | Australië, Sydney                   | Tier II  | 585.000   | hardcourt, buiten | Martina Hingis         | details |
| 2002-01-06               | Women's Classic                 | Australië, Canberra                 | Tier V   | 110.000   | hardcourt, buiten | Anna Smashnova         | details |
| 2002-01-06               | ANZ Tasmanian Int'l             | Australië, Hobart                   | Tier V   | 110.000   | hardcourt, buiten | Martina Suchá          | details |
| 2002-01-14               | Australian Open                 | Australië, Melbourne                | G.S.     | 3.818.613 | hardcourt, buiten | Jennifer Capriati      | details |
| 2002-01-29               | Toray Pan Pacific Open          | Japan, Tokio                        | Tier I   | 1.224.000 | tapijt, binnen    | Martina Hingis         | details |
| 2002-02-04               | Open Gaz de France              | Frankrijk, Parijs                   | Tier II  | 585.000   | tapijt, binnen    | Venus Williams         | details |
| 2002-02-11               | Proximus Diamond Games          | België, Antwerpen                   | Tier II  | 585.000   | tapijt, binnen    | Venus Williams         | details |
| 2002-02-11               | Qatar TotalFinaElf Open         | Qatar, Doha                         | Tier III | 170.000   | hardcourt, buiten | Monica Seles           | details |
| 2002-02-17               | Kroger St. Jude                 | Verenigde Staten, Memphis           | Tier III | 170.000   | hardcourt, binnen | Lisa Raymond           | details |
| 2002-02-18               | Copa Colsanitas                 | Colombia, Bogota                    | Tier III | 170.000   | gravel, buiten    | Fabiola Zuluaga        | details |
| 2002-02-18               | Duty Free Women's Open          | Verenigde Arabische Emiraten, Dubai | Tier II  | 585.000   | hardcourt, buiten | Amélie Mauresmo        | details |
| 2002-02-25               | Abierto Mexicano Pegaso         | Mexico, Acapulco                    | Tier III | 170.000   | gravel, buiten    | Katarina Srebotnik     | details |
| 2002-02-25               | State Farm Classic              | Verenigde Staten, Scottsdale        | Tier II  | 585.000   | hardcourt, buiten | Serena Williams        | details |
| 2002-03-06               | Pacific Life Open               | Verenigde Staten, Indian Wells      | Tier I   | 2.100.000 | hardcourt, buiten | Daniela Hantuchová     | details |
| 2002-03-20               | Nasdaq-100 Open                 | Verenigde Staten, Miami             | Tier I   | 2.860.000 | hardcourt, buiten | Serena Williams        | details |
| 2002-04-01               | Porto Open                      | Portugal, Porto                     | Tier IV  | 140.000   | gravel, buiten    | Ángeles Montolio       | details |
| 2002-04-01               | Sarasota Open                   | Verenigde Staten, Sarasota          | Tier IV  | 140.000   | gravel, buiten    | Jelena Dokić           | details |
| 2002-04-08               | Bausch & Lomb Champ's           | Verenigde Staten, Amelia Island     | Tier II  | 585.000   | gravel, buiten    | Venus Williams         | details |
| 2002-04-08               | Estoril Open                    | Portugal, Estoril                   | Tier IV  | 140.000   | gravel, buiten    | Magüi Serna            | details |
| 2002-04-15               | Budapest Grand Prix             | Hongarije, Boedapest                | Tier V   | 110.000   | gravel, buiten    | Martina Müller         | details |
| 2002-04-15               | Family Circle Cup               | Verenigde Staten, Charleston        | Tier I   | 1.224.000 | gravel, buiten    | Iva Majoli             | details |
| 2002-04-29               | Betty Barclay Cup               | Duitsland, Hamburg                  | Tier II  | 585.000   | gravel, buiten    | Kim Clijsters          | details |
| 2002-04-29               | Croatian Bol Ladies Open        | Kroatië, Bol                        | Tier III | 170.000   | gravel, buiten    | Åsa Svensson           | details |
| 2002-05-06               | Eurocard German Open            | Duitsland, Berlijn                  | Tier I   | 1.224.000 | gravel, buiten    | Justine Henin          | details |
| 2002-05-06               | J&S Cup                         | Polen, Warschau                     | Tier III | 170.000   | gravel, buiten    | Jelena Bovina          | details |
| 2002-05-13               | Tennis Masters Roma             | Italië, Rome                        | Tier I   | 1.224.000 | gravel, buiten    | Serena Williams        | details |
| 2002-05-20               | Internationaux de Strasbourg    | Frankrijk, Straatsburg              | Tier III | 170.000   | gravel, buiten    | Silvia Farina-Elia     | details |
| 2002-05-20               | Open de España                  | Spanje, Madrid                      | Tier III | 170.000   | gravel, buiten    | Monica Seles           | details |
| 2002-05-27               | Roland Garros                   | Frankrijk, Parijs                   | G.S.     | 4.664.160 | gravel, buiten    | Serena Williams        | details |
| 2002-06-10               | DFS Classic                     | Verenigd Koninkrijk, Birmingham     | Tier III | 170.000   | gras, buiten      | Jelena Dokić           | details |
| 2002-06-10               | Tashkent Open                   | Oezbekistan, Tasjkent               | Tier IV  | 140.000   | hardcourt, buiten | Marie-Gaïané Mikaelian | details |
| 2002-06-10               | Wien Energie GP                 | Oostenrijk, Wenen                   | Tier III | 170.000   | gravel, buiten    | Anna Smashnova         | details |
| 2002-06-17               | Britannic Asset Mgmt Champ's    | Verenigd Koninkrijk, Eastbourne     | Tier II  | 585.000   | gras, buiten      | Chanda Rubin           | details |
| 2002-06-17               | Ordina Open                     | Nederland, Rosmalen                 | Tier III | 170.000   | gras, buiten      | Eléni Daniilídou       | details |
| 2002-06-24               | Wimbledon                       | Verenigd Koninkrijk, Londen         | G.S.     | 4.448.330 | gras, buiten      | Serena Williams        | details |
| 2002-07-08               | French Community Champ's        | België, Brussel                     | Tier IV  | 140.000   | gravel, buiten    | Myriam Casanova        | details |
| 2002-07-08               | GP de SAR Pr. Lalla Meryem      | Marokko, Casablanca                 | Tier V   | 110.000   | gravel, buiten    | Patricia Wartusch      | details |
| 2002-07-08               | Internazionali Femminili        | Italië, Palermo                     | Tier V   | 110.000   | gravel, buiten    | Mariana Díaz Oliva     | details |
| 2002-07-21               | Idea Prokom Open                | Polen, Sopot                        | Tier III | 300.000   | gravel, buiten    | Dinara Safina          | details |
| 2002-07-22               | Bank of the West Classic        | Verenigde Staten, Stanford          | Tier II  | 585.000   | hardcourt, buiten | Venus Williams         | details |
| 2002-07-28               | Acura Classic                   | Verenigde Staten, San Diego         | Tier II  | 775.000   | hardcourt, buiten | Venus Williams         | details |
| 2002-08-04               | JPMorgan Chase Open             | Verenigde Staten, Los Angeles       | Tier II  | 585.000   | hardcourt, buiten | Chanda Rubin           | details |
| 2002-08-05               | Nordea Nordic Light Open        | Finland, Helsinki                   | Tier IV  | 140.000   | gravel, buiten    | Svetlana Koeznetsova   | details |
| 2002-08-12               | Rogers Cup                      | Canada, Montréal                    | Tier I   | 1.224.000 | hardcourt, buiten | Amélie Mauresmo        | details |
| 2002-08-18               | Pilot Pen Tennis                | Verenigde Staten, New Haven         | Tier II  | 585.000   | hardcourt, buiten | Venus Williams         | details |
| 2002-08-26               | US Open                         | Verenigde Staten, New York          | G.S.     | 6.261.690 | hardcourt, buiten | Serena Williams        | details |
| 2002-09-09               | Big Island Championships        | Verenigde Staten, Waikoloa, Hawaï   | Tier IV  | 140.000   | hardcourt, buiten | Cara Black             | details |
| 2002-09-09               | Brasil Open                     | Brazilië, Bahia                     | Tier II  | 650.000   | hardcourt, buiten | Anastasija Myskina     | details |
| 2002-09-09               | Polo Open                       | China, Shanghai                     | Tier IV  | 140.000   | hardcourt, buiten | Anna Smashnova         | details |
| 2002-09-16               | Bell Challenge                  | Canada, Québec                      | Tier III | 170.000   | hardcourt, binnen | Jelena Bovina          | details |
| 2002-09-16               | Toyota Princess Cup             | Japan, Tokio                        | Tier II  | 585.000   | hardcourt, buiten | Serena Williams        | details |
| 2002-09-23               | Wismilak International          | Indonesië, Bali                     | Tier III | 225.000   | hardcourt, buiten | Svetlana Koeznetsova   | details |
| 2002-09-23               | Sparkassen Cup                  | Duitsland, Leipzig                  | Tier II  | 585.000   | tapijt, binnen    | Serena Williams        | details |
| 2002-09-30               | AIG Japan Open                  | Japan, Tokio                        | Tier III | 170.000   | hardcourt, buiten | Jill Craybas           | details |
| 2002-09-30               | Kremlin Cup                     | Rusland, Moskou                     | Tier I   | 1.224.000 | tapijt, binnen    | Magdalena Maleeva      | details |
| 2002-10-07               | Porsche Tennis Grand Prix       | Duitsland, Filderstadt              | Tier II  | 625.000   | hardcourt, binnen | Kim Clijsters          | details |
| 2002-10-13               | Swisscom Challenge              | Zwitserland, Zürich                 | Tier I   | 1.224.000 | hardcourt, binnen | Patty Schnyder         | details |
| 2002-10-14               | VUB Open                        | Slowakije, Bratislava               | Tier V   | 110.000   | hardcourt, binnen | Maja Matevžič          | details |
| 2002-10-21               | Seat Open                       | Luxemburg, Luxemburg                | Tier III | 225.000   | hardcourt, binnen | Kim Clijsters          | details |
| 2002-10-21               | Generali Ladies                 | Oostenrijk, Linz                    | Tier II  | 585.000   | hardcourt, binnen | Justine Henin          | details |
| 2002-11-04               | Volvo Women's Open              | Thailand, Pattaya                   | Tier V   | 110.000   | hardcourt, buiten | Angelique Widjaja      | details |
| 2002-11-06               | WTA Tour Championships          | Verenigde Staten, Los Angeles       | WTA      | 3.000.000 | hardcourt, binnen | Kim Clijsters          | details |

## Primeurs
Speelsters die in 2002 hun eerste WTA-enkelspeltitel wonnen:
- Martina Suchá (Slowakije) in Hobart, Australië
- Daniela Hantuchová (Slowakije) in Indian Wells, Verenigde Staten
- Magüi Serna (Spanje) in Estoril, Portugal
- Martina Müller (Duitsland) in Boedapest, Hongarije
- Jelena Bovina (Rusland) in Warschau, Polen
- Marie-Gaïané Mikaelian (Zwitserland) in Tasjkent, Oezbekistan
- Eléni Daniilídou (Griekenland) in Rosmalen, Nederland
- Mariana Díaz Oliva (Argentinië) in Palermo, Italië
- Myriam Casanova (Zwitserland) in Brussel, België
- Dinara Safina (Rusland) in Sopot, Polen
- Svetlana Koeznetsova (Rusland) in Helsinki, Finland
- Cara Black (Zimbabwe) op Hawaï, Verenigde Staten
- Jill Craybas (Verenigde Staten) in Tokio (Japan Open), Japan
- Maja Matevžič (Slovenië) in Bratislava, Slowakije

## Statistiek van toernooien

### Toernooien per ondergrond
| ondergrond   | aantal | buiten/binnen | aantal |
| ------------ | ------ | ------------- | ------ |
| hardcourt    | 33     | buiten        | 25     |
| hardcourt    | 33     | binnen        | 8      |
| gravel       | 21     | buiten        | 21     |
| gravel       | 21     | binnen        | 0      |
| gras         | 4      | buiten        | 4      |
| groen gravel | 1      | buiten        | 1      |
| tapijt       | 5      | binnen        | 5      |
| TOTAAL       | 64     |               |        |